# Deutsches Haus (Fernsehserie)
Deutsches Haus ist eine deutsche Miniserie aus dem Jahr 2023, basierend auf dem gleichnamigen Roman von Annette Hess, die auch als Headautorin und Showrunnerin mitwirkte. Die Weltpremiere fand am 8. November 2023 im Zoo Palast in Berlin statt. In Deutschland erfolgte die reguläre Veröffentlichung am 15. November 2023 durch Disney+ als Star Original.

## Handlung
Frankfurt am Main im Jahr 1963: Eva Bruhns, eine junge Frau, arbeitet als Dolmetscherin für Polnisch und lebt bei ihren Eltern, die die Gaststätte „Deutsches Haus“ bewirtschaften. Eva steht kurz vor ihrer Verlobung mit dem gut situierten Versandhauserben Jürgen Schoormann, wird jedoch relativ kurzfristig zum Gericht in Frankfurt am Main als Dolmetscherin für einen Strafprozess berufen. Zunächst denkt sie, es handele sich um typische Wirtschafts- oder Vertragsrechtssachen, zu denen sie sonst als Übersetzerin herangezogen wird. Dementsprechend übersetzt sie fälschlicherweise die Aussagen eines aus Polen angereisten Zeugen mit Begriffen aus der Wirtschaft, zumal sie niemand über den Inhalt des Prozesses informiert hatte. Auf Nachfrage des Staatsanwaltes korrigiert sie ihre erste Übersetzung dahingehend, dass es sich nicht um russische „Kunden“, sondern um Gefangene, nicht um eine „Herberge“, sondern um einen Block und auch nicht um „Licht“ sondern um Gas handelte. 
Wie sich herausstellt, handelt es sich bei dem Prozess um den ersten Auschwitzprozess in Frankfurt, bei dem ehemaligen SS-Angehörigen wegen ihrer Verbrechen im Konzentrationslager Auschwitz vor Gericht der Prozess gemacht wird. Trotz ihrer anfänglichen Fehlübersetzungen und auch aus Mangel an anderen kurzfristig verfügbaren Dolmetschern entscheidet die Staatsanwaltschaft, Eva weiter anzustellen. Während die Eltern von Eva und ihr zukünftiger Verlobter dagegen sind, dass sie dem Gesuch des Gerichts nachkommt, fühlt sich Eva, die noch nie zuvor von Auschwitz etwas gehört hat, innerlich verpflichtet und führt die Arbeit als Dolmetscherin gegen alle Widerstände weiter. Erst während ihrer Arbeit beim Prozess erfährt Eva vom gesamten Ausmaß der NS-Vernichtungsmaschinerie. Sie erkennt zunehmend, dass sie persönlich mit diesem Ort verbunden ist und wird sich der verlogenen Normalität bewusst, die sie eigentlich umgibt. Ein dunkles Kapitel der Geschichte voller Gräueltaten, Leid und Schuld wird von einer ganzen Generation einfach totgeschwiegen und verdrängt. Unnachgiebig und unerbittlich setzt Eva ihre Arbeit vor Gericht fort, um den Strafprozess voranzutreiben, während sie sich gleichzeitig mit ihrer eigenen Herkunft und den Geheimnissen ihrer Familie auseinandersetzt, die untrennbar mit der grausamen Wahrheit verbunden sind.

## Besetzung
| Rolle              | Schauspieler        | Folgen |
| ------------------ | ------------------- | ------ |
| Eva Bruhns         | Katharina Stark     | 1–5    |
| Edith Bruhns       | Anke Engelke        | 1–5    |
| Ludwig Bruhns      | Hans-Jochen Wagner  | 1–5    |
| Annegret Bruhns    | Ricarda Seifried    | 1–5    |
| Stefan Bruhns      | Ares Kloß           | 1–5    |
| David Miller       | Aaron Altaras       | 1–4    |
| Jürgen Schoormann  | Thomas Prenn        | 1–5    |
| Hans Kübler        | Max von der Groeben | 1–5    |
| Wilhelm Boger      | Heiner Lauterbach   | 1–5    |
| Hans Hofmeyer      | Uwe Preuss          | 1–5    |
| Dr. Rachel Cohen   | Iris Berben         | 1–2    |
| Walther Schoormann | Henry Hübchen       |        |
| Sissi Schmidt      | Alice Dwyer         |        |
| Robert Mulka       | Martin Horn         |        |
| Dr. Fritz Jerichow | Sabin Tambrea       |        |
| Josef Klehr        | Bernhard Leute      |        |
| Fritz Bauer        | Thomas Bading       |        |
| Kurt Grasner       | Matthias Luckey     |        |

## Episodenliste
| Nr. | Originaltitel | Erstveröffentlichung (D/A/CH) | Regie         | Drehbuch     |
| --- | ------------- | ----------------------------- | ------------- | ------------ |
| 1   | Der Auftrag   | 15. Nov. 2023                 | Isabel Prahl  | Annette Hess |
| 2   | Rachel Cohen  | 15. Nov. 2023                 | Isabel Prahl  | Annette Hess |
| 3   | Der Vater     | 15. Nov. 2023                 | Isabel Prahl  | Annette Hess |
| 4   | Der Ort       | 15. Nov. 2023                 | Randa Chahoud | Annette Hess |
| 5   | Das Urteil    | 15. Nov. 2023                 | Randa Chahoud | Annette Hess |

## Rezeption
Die Kritiken zur Serie fielen sehr positiv aus.
So bezeichnet das Onlinemagazin Neues Deutschland Deutsches Haus als beste Realfiktion, die das Genre je geleistet habe.
Auch die Neue Zürcher Zeitung lobt die Serie als „Herausragende Miniserie“, die das „verlogene Schweigen im Nachkriegsdeutschland“ festhalte.
In der Frankfurter Allgemeinen Zeitung heißt es, die Stärken der Miniserie lägen vor allem in der Dramaturgie, „die ohne überdeutliche Didaktik dem Gegenstand mit möglichst vielen Facettierungen gerecht zu werden“ versuche.
BR24 rezensiert sie als „die beste deutsche Serie des Jahres“.